# Кристоф фон Каненберг
Кристоф фон Каненберг (на немски: Christoph von Kannenberg; * 19 януари 1615 в Бух (част от Тангермюнде) в Алтмарк; † 10 февруари 1673 в Минден) от род Каненберг от Саксония-Анхалт е бранденбургски таен военен съветник, генерал-лейтенант на кавалерията, камерхер, губернатор на крепостта Минден, наследствен маршал на Княжество Минден, наследствен господар на Бушов, Каненберг и Химелрайх.
TТой е син на курбранденбургския ритмайстер Кристоф фон Каненберг, наследствен господар на Бушов и Канненберг, и съпругата му Елизабет фон Барзевиш († 1615) от род Шарпенлое.
След ранната смърт на майка му той отива при една роднина фрау фон Маренхолц и е възпитаван от домашен учител. През 1631 г. той отива на шведска служба. Като обикновен конник той е в Алтмарк и през 1634 г. попада при Брайтенбах за 16 седмици в плен и е затворен в Регенсбург. След размяната му той става корпорал и след една година квартир-майстер. През 1635 г. той става корнет, скоро лейтенант и е повишен на ритмайстер. Той получава свой регимент. За три години той се издига на майор и полковник-лейтенант. На края на Тридесетгодишната война шведската кралица Кристина го освождава от службата на 7 май 1649 г. и му дава 1 000 талера. Неговите конници са уволнени на 14 септември 1650 г.
През наследственият конфликт Юлих-Клеве бранденбургският курфюрст Фридрих Вилхелм има нужда от войници и така Каненберг започва на 13 август 1651 г. служба като генарал-майор в Бранденбург. През Втората северна война (1655 – 1661) той се бие в битката при Варшава (1656).
Преди това на 17 януари 1656 г. той с курфюрста и шведския крал разработва договора от Кьонигсберг (1656). Кралят затова му подарява златна верижка. На 9 март 1656 г. курфюрстът го прави губернатор на Минден, на 11 юни 1657 г. той го повишава на генерал-лейтенант и на 17 юли 1657 г. му дава наблюдението на всички гарнизони във Вестфалия, когато „генерал-фелдцойгмайстерът“ отсъства. През 1659 г. курфюрстът го изпраща на преговори в Долна Саксония. На 19 февруари 1666 г. той става таен военен съветник и на 7 май 1666 г. също наследствен маршал на Княжество Минден.
През 1672 г. избухва Холандската война, курфюрстът го изпраща на Рейн, но той тежко се разболява и умира на 10 февруари 1673 г. „Великият курфюрст“ Фридрих Вилхелм фон Бранденбург придружава саркофага му на погребението му в Минден.
Каненберг купува за своя резиденция през 1649 г. имението Крумке в Алтмаркм също от 1650 до 1660 г. други дворове и имения. През 1662 г. той купува също имението Химелрайх (днес част от Мисте).

## Фамилия
Кристоф фон Каненберг се жени на 13 януари 1652 г. за Мария фон Бартенслебен, дъщеря на Гюнтцел фон Бартенслебен, наследствен господар на Вулфсбург и Броме. Те имат два сина и две дъщери, между тях:
- Фридрих Вилхелм фон Каненберг († 9 август 1714), фрайхер и пруски кралски камерхер, женен за фрайин Барбара Хелена фон Бибра и Райсихт († 1719)[3]; родители на:
  - Фридрих Вилхелм фон Каненберг (1693 – 1762), военен и главен дворцов майстер на кралица Елизабет Кристина също наследствен маршал на Княжество Минден